# Biskupi dakarscy
Biskupi dakarscy - rzymskokatoliccy biskupi mający swoją stolicę biskupią w Dakarze w Senegalu. W Dakarze mieściła się stolica wikariatu apostolskiego (1863 - 1955) i archidiecezji (1955 - nadal).
Wszyscy biskupi do kard. Hyacinthe'a Thiandouma byli Francuzami. Kard. Thiandoum oraz jego następcy to Senegalczycy.

## Ordynariusze

### Wikariusze apostolscy Senegambii
- Aloyse Kobès CSSp (6 lutego 1863- 11 października 1872)
- Jean-Claude Duret CSSp (22 sierpnia 1873 - 29 grudnia 1875)
- François-Marie Duboin CSSp (20 czerwca 1876 - lipca 1883) jednocześnie prefekt apostolski Senegalu
- François-Xavier Riehl CSSp (23 listopada 1883 - 23 lipca 1886) jednocześnie prefekt apostolski Senegalu
- Mathurin Picarda CSSp (19 lipca 1887 - 22 stycznia 1889) jednocześnie prefekt apostolski Senegalu
- Magloire-Désiré Barthet CSSp (30 lipca 1889 - 15 września 1898)
- Joachim-Pierre Buléon CSSp (6 czerwca 1899 - 13 czerwca 1900) jednocześnie prefekt apostolski Senegalu
- François-Nicolas-Alphonse Kunemann CSSp (27 lutego 1901 - 20 marca 1908) jednocześnie prefekt apostolski Senegalu
- Hyacinthe-Joseph Jalabert CSSp (13 lutego 1909 - 12 stycznia 1920) jednocześnie prefekt apostolski Senegalu
- Louis Le Hunsec CSSp (22 kwietnia 1920 - 26 lipca 1926) Od 26 czerwca 1920 jednocześnie prefekt apostolski Senegalu. Następnie mianowany przełożonym generalnym Zgromadzenie Ducha Świętego.
- Auguste Grimault CSSp (24 stycznia 1927 - 27 stycznia 1936) jednocześnie administrator apostolski prefektury apostolskiej Senegalu

### Wikariusze apostolscy Dakaru
- Auguste Grimault CSSp (27 stycznia 1936 - 12 grudnia 1946) jednocześnie administrator apostolski prefektury apostolskiej Saint-Louis du Sénégal
- abp Marcel Lefebvre CSSp[a] (12 czerwca 1947 - 14 września 1955) jednocześnie administrator apostolski prefektury apostolskiej Saint-Louis du Sénégal oraz od 22 września 1948 delegat apostolski w Afryce Francuskiej

### Arcybiskupi dakarscy

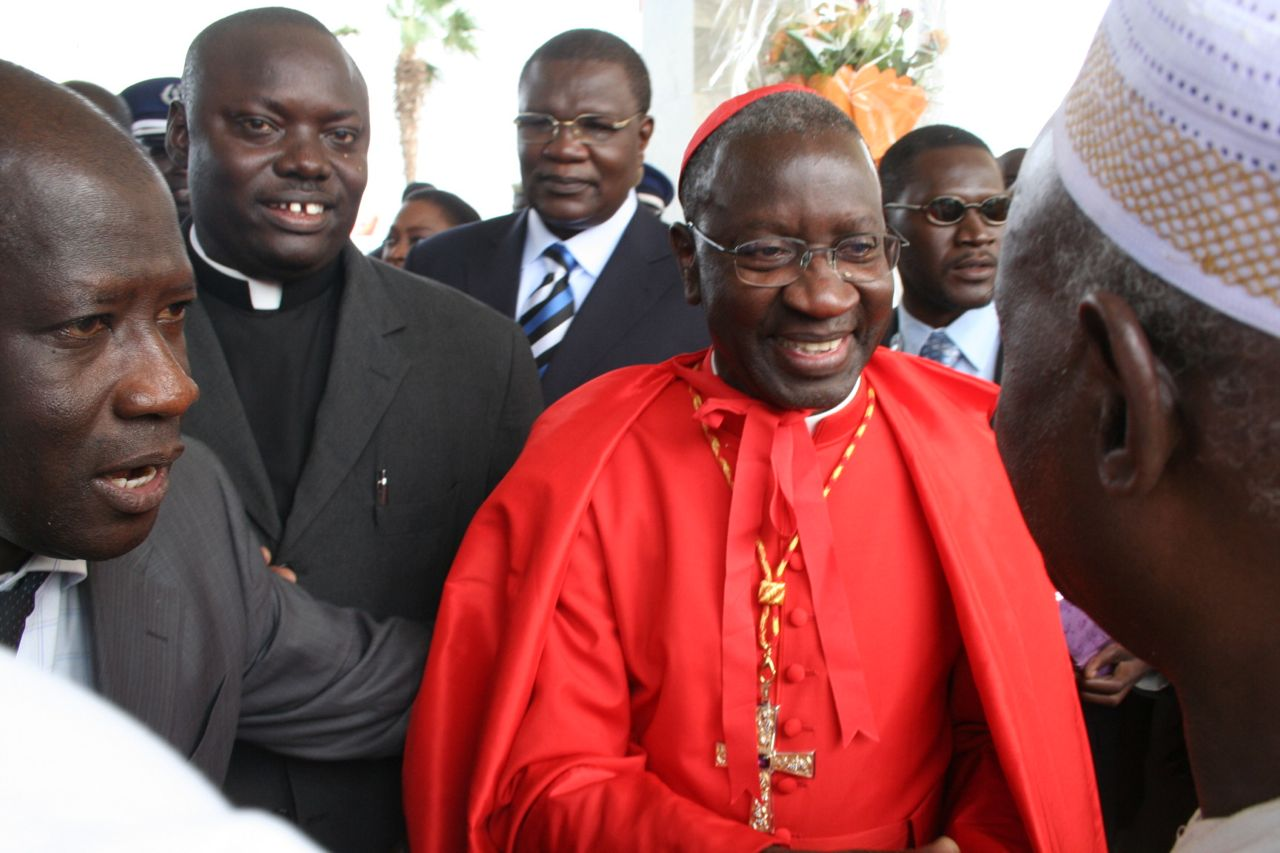
kard. Théodore-Adrien Sarr

- Marcel Lefebvre CSSp (14 września 1955 - 23 stycznia 1962) Jednocześnie do 9 lipca 1959 delegat apostolski w Afryce Francuskiej. Następnie mianowany biskupem Tulle we Francji.
- kard. Hyacinthe Thiandoum[b] (24 lutego 1962 - 2 czerwca 2000)
- kard. Théodore-Adrien Sarr[c] (2 czerwca 2000 - 22 grudnia 2014)
- abp Benjamin Ndiaye (22 grudnia 2014 - 22 lutego 2025)
- abp André Gueye (od  22 lutego 2025)

## Biskupi pomocniczy
- Georges-Henri Guibert CSSp (15 grudnia 1949 - 7 listopada 1960)